# 李庸三
李庸三（1938年—），台灣台南縣學甲鎮人（今台南市學甲區），1938年生，臺灣大學經濟系畢業，師承經濟學家邢慕寰。
曾任中華民國行憲後第二十四任財政部部長。2011年涉嫌台東知本富野飯店超貸案，後獲判無罪。

## 生平
- 彰化商業銀行股份有限公司董事長（民國96至97年）
- 國策顧問（民國95年）
- 財團法人中華民國證券櫃檯買賣中心董事長（民國92年）
- 台灣企業重建協會理事長（民國92年）
- 財政部部長（民國91年2月至12月）
- 中華民國銀行公會理事長（民國89年至91年）
- 亞洲銀行家協會會長（民國88年至91年）
- 中國國際商業銀行董事長（民國87年至91年）
- 中國農民銀行董事長（民國83年至87年）
- 交通銀行總經理（民國79年至83年）
- 中央銀行經濟研究處處長（民國66年至74年）
- 美國哈佛大學客座研究員（民國66年）
- 臺灣大學經濟學系教授（民國62年至83年）
- 臺灣大學經濟學系副教授（民國59年至62年）
- 中央研究院經濟研究所助理員、助理研究員、副研究員、研究員兼所長（民國51至79年）